# Mascherina (singolo)
Mascherina è un brano della rockband italiana Litfiba. È il secondo singolo estratto, nel 1999, dall'album "Infinito".

## Edizioni
Solo Cardsleeve edition (busta in cartoncino).

## Formazione
- Piero Pelù - voce
- Ghigo Renzulli - chitarra, voce addizionale
- Daniele Bagni - basso
- Roberto Terzani - campionamenti, grooves e voce addizionale
- Franco Caforio - batteria